# Cystopteris sudetica
Cystopteris sudetica là một loài thực vật có mạch trong họ Woodsiaceae. Loài này được A. Braun & Milde miêu tả khoa học đầu tiên năm 1855.